# گروتون (کنتیکت)
گروتون، کنتیکت (به انگلیسی: Groton (city), Connecticut) یک شهر در ایالات متحده آمریکا است که در کنتیکت واقع شده‌است.

## خصوصیات
گروتون ۱۷٫۵ کیلومترمربع مساحت و ۹٬۳۹۵ نفر جمعیت دارد.